# Odbojka na OI 1972.
Odbojka na Olimpijskim igrama u Münchenu 1972. godine uključivala je natjecanje u muškoj i ženskoj konkurenciji.

## Osvajači medalja
|       | Zlato | Srebro | Bronca |
| Muški | Japan Jošihide Fukao Kendži Kimura Masajuki Minami Jungo Morita Juzo Nakamura Kacutoši Nekoda Tetsuo Nišimoto Jasuhiro Nogući Seiđi Oko Tetsuo Sato Kendži Šimaoka Tadajoši Jokota                                         | Istočna Njemačka Rainer Tscharke Wolfgang Webner Wolfgang Weise Siegfried Schneider Arnold Schulz Rudi Schumann Jürgen Maune Horst Peter Eckehard Pietzsch Horst Hagen Wolfgang Löwe Wolfgang Maibohm | SSSR Aleksandr Saprikin Jurij Starunski Leonid Zajko Vladimir Patkin Jurij Pojarkov Vladimir Putjatov Vladimir Kondra Valerij Kravčenko Jevgenij Lapinski Viktor Boršč Jefim Čulak Vjaćeslav Domani |
| Žene  | SSSR Nina Smolejeva Tatjana Tretjakova-Ponjaeva Ljubov Tjurina Ina Riskal Roza Salikova Tatjana Saričeva Tatjana Gonobobljeva Natalija Kudreva Galina Leontijeva Ljudmila Borozna Ljudmila Buldakova Vera Dujunova-Galuška | Japan Katsumi Matsumura Takako Iida Mariko Okamoto Takako Širai Makiko Furukava Keiko Hama Tojoko Ivahara Sumi Oinuma Seiko Šimakage Mićiko Oiokava Noriko Jamašita Jaeko Jamazaki                    | Sjeverna Koreja Čun Ok Ri Mjong Suk Kim Jung Bok Kim Ok Sun Kang Un Ja Kim Hje Suk Hvang Ok Rim Čang Mjong Suk Paek Čun Ja Ryom Su Dae Kim Ok Jin Čong                                              |